# Перейр (станция метро)
Перейр (фр. Pereire) — станция линии 3 Парижского метрополитена, расположенная в XVII округе Парижа. Названа по одноимённому бульвару, получившему своё имя по фамилии французских банкиров, финансистов и промышленников братьев Перейр, финансировавших строительство первых французских железных дорог. Примечательно, что среди профинансированных братьями проектов была и хордовая железнодорожная линия на западной окраине Парижа, реконструированная в 1980-х годах и вошедшая в 1991 году в состав линии RER C, на которой в 1991 году открылась станция Перейр — Левалуа, на которую можно осуществить наземную пересадку со станции метро «Перейр».

## История
- Станция открылась 23 мая 1910 года в конце пускового участка Вилье — Перейр.
- Пассажиропоток по станции по входу в 2011 году, по данным RATP, составил 4 678 888 человек[2]. В 2013 году этот показатель вырос до 4 787 487 пассажиров (92 место по уровню входного пассажиропотока в Парижском метро)[3].

## Путевое развитие
К востоку от станции, на перегоне Перейр − Ваграм, располагается пошёрстный съезд.

## Галерея

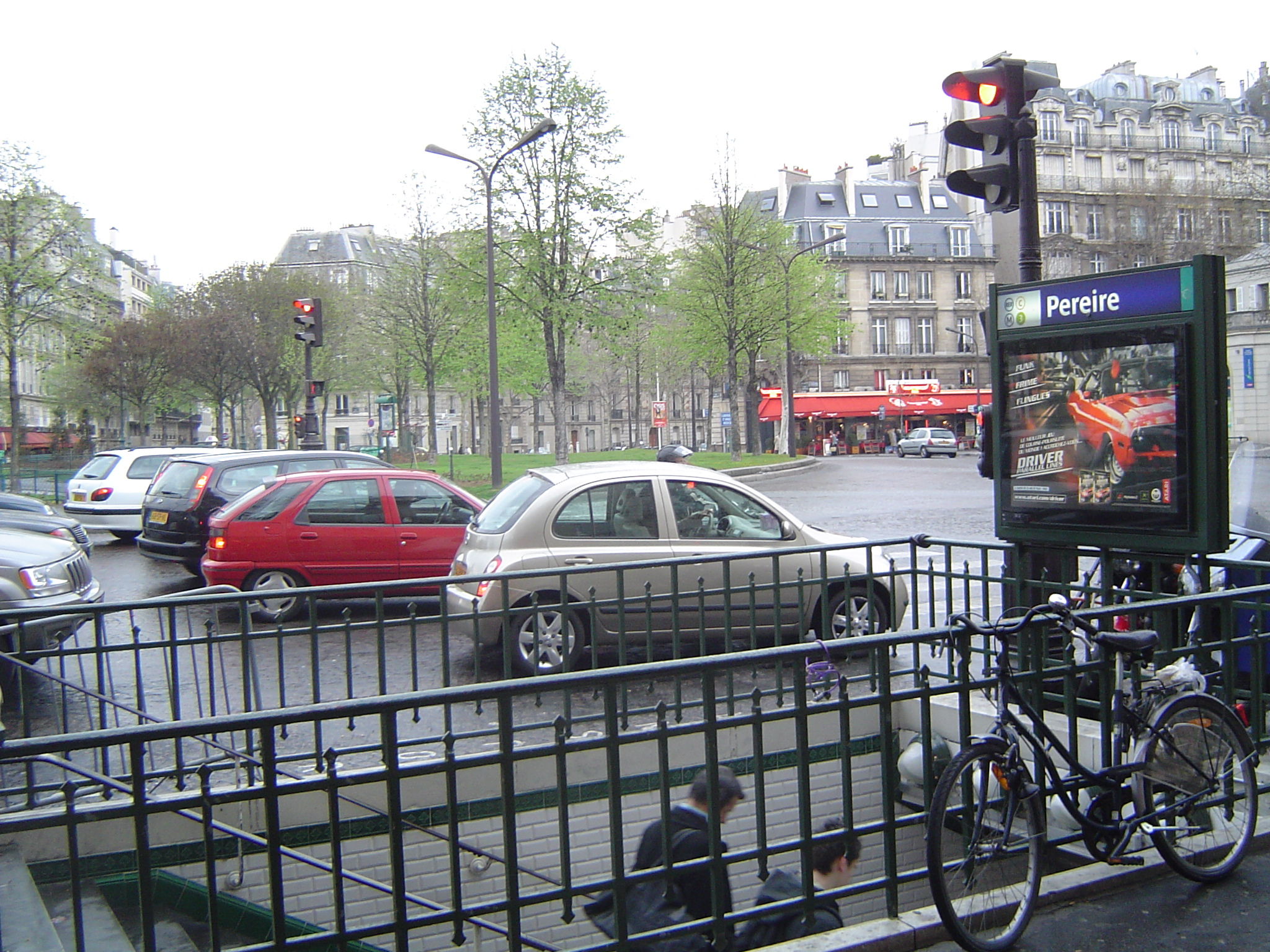
Лестничный сход